# パイサンドゥ県
パイサンドゥ県（パイサンドゥけん、西: Departamento de Paysandú）は、ウルグアイの県。県都はパイサンドゥ。県名の由来については争いがあるが、先住民族のチャルーア語を起源とする説が有力である。
大規模な醸造所があることから、年に一度、一週間にわたり「ビールの週」という音楽、芸術、カーニバル用の乗り物、そしてビールの祭典が催される。

## 人口動静
2011年の国勢調査によると、パイサンドゥ県の人口は11万3124人、世帯数は4万2849世帯である。
下記の諸指標は、2010年のデータによる。
- 人口増加率 - 0.250%
- 出生率 - 人口1000人あたり16.84人
- 死亡率 - 人口1000人あたり8.34人
- 平均年齢 - 30.8歳（男性29.1歳、女性32.7歳）
- 平均寿命

平均 - 77.03歳
男性 - 73.78歳
女性 - 80.67歳
- 一世帯あたり平均所得 - ひと月2万4543ペソ
- 都市部の一人あたり平均所得 - ひと月9457ペソ

### 主な都市
人口1000人以上の都市または町を挙げる。
| 都市名                       | 原語表記            | 人口（2011年） |
| ---------------------------- | ------------------- | -------------- |
| チャクラス・デ・パイサンドゥ | Chacras de Paysandú | 3965人         |
| ギチョン                     | Guichón             | 5039人         |
| ヌエボ・パイサンドゥ         | Nuevo Paysandú      | 8578人         |
| パイサンドゥ                 | Paysandú            | 7万6412人      |
| ピエドラス・コロラダス       | Piedras Coloradas   | 1094人         |
| ポルベニール                 | Porvenir            | 1159人         |
| ケブラチョ                   | Quebracho           | 2853人         |
| サン・フェリックス           | San Félix           | 1718人         |
| タンボーレス                 | Tambores            | 1111人         |